# Der Pflüger

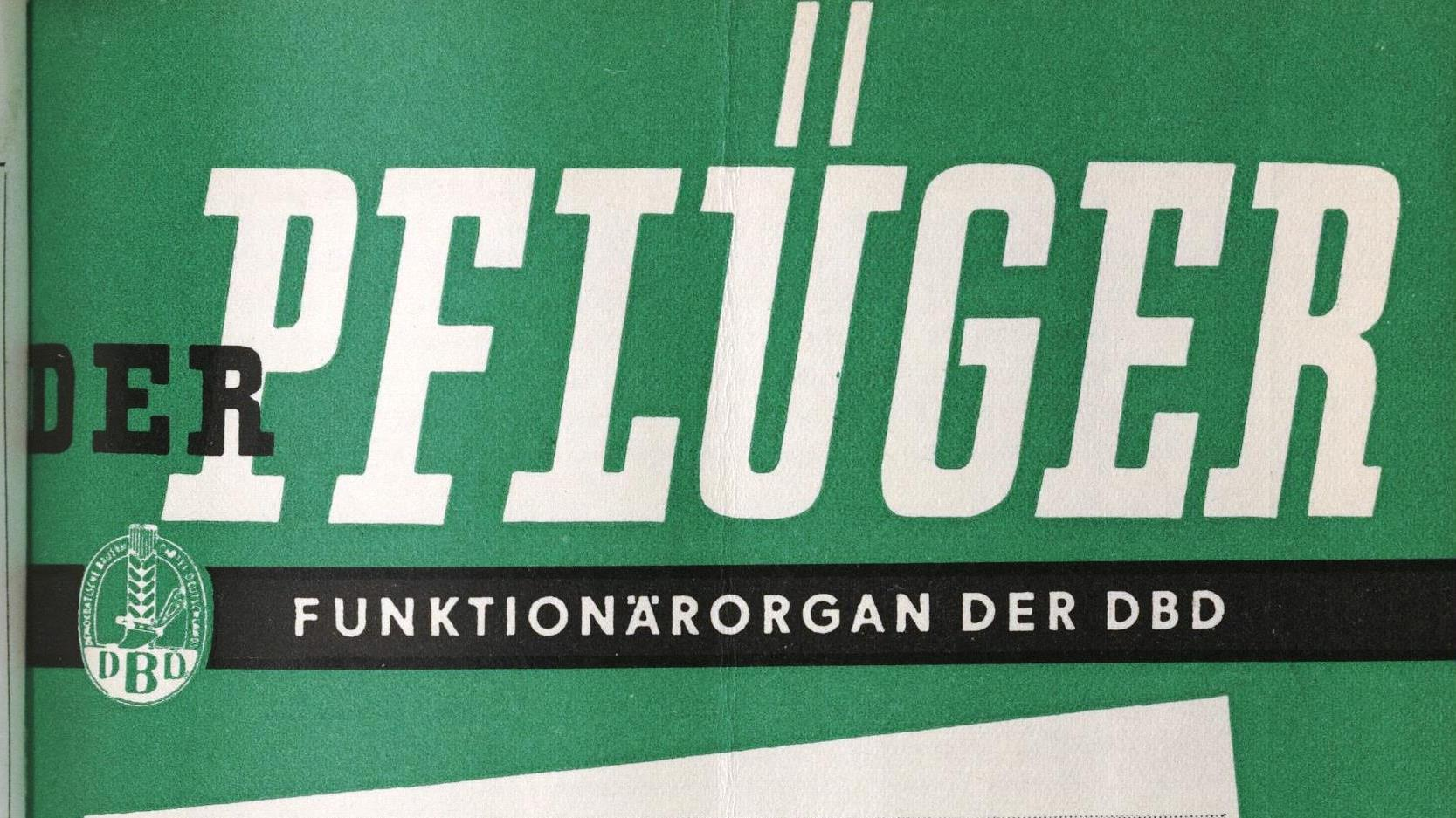
Titelkopf Der Pflüger 9 1963

Die Zeitschrift Der Pflüger. Funktionärorgan der Demokratischen Bauernpartei Deutschlands (ISSN 0232-4970) erschien erstmals im April 1949 in vierteljährlichem Rhythmus, später dann bis November 1989 monatlich und wurde vom Parteivorstand der DBD in Berlin herausgegeben. Die Zeitschrift (Lizenznummer 1432, Lichtsatz und Druck: Bezirksdruckerei „Erich Weinert“ Neubrandenburg) wurde laut DDR-Postzeitungsliste der Sortimentsgruppe 63 (Funktionärsorgane und Mitteilungsblätter von Parteien und Organisationen) zugeordnet und war als Presseerzeugnis bei den Angebotsstellen der Deutschen Post nicht im Einzelverkauf erhältlich. Inhaltlich hatte das Funktionärsorgan die Aufgabe, die haupt- und ehrenamtlichen DBD-Funktionäre bei der Parteiarbeit zu unterstützen. In den Anfangsjahren stand das Niveau der Beiträge häufig in der Kritik.„Durch die spätere Festlegung von Themen und Mitgliedern des Sekretariats als Autoren durch die Führung, wurde eine Konzentration auf die jeweiligen Schwerpunkte der Parteiarbeit und deren komplexe Behandlung erreicht.“ Die Chefredakteure waren: Johanna Adelberger (1949–1960), Helmut Müller (1960–1971), Wilhelm Nix (1971–1978) und Helmut Müller (1979–1990). Ab Heft 4/1989 wurde über dem Impressum ein dreizehnköpfiges Redaktionskollegium genannt, die letzte Redaktionsadresse war Behrensstraße 47/48 in 1086 Berlin.